# Белобедрен лангур
Белобедрен лангур още белобедрен сурили (Presbytis siamensis) е вид бозайник от семейство Коткоподобни маймуни (Cercopithecidae). Видът е почти застрашен от изчезване.

## Разпространение
Разпространен е в Индонезия (Суматра), Малайзия и Тайланд.